# Olhão da Restauração
Olhão da Restauração – miejscowość w Portugalii, leżąca w dystrykcie Faro, w regionie Algarve w podregionie Algarve. Miejscowość jest siedzibą gminy o tej samej nazwie.

## Demografia
| Liczba ludności gminy Olhão (1849–2011) | Liczba ludności gminy Olhão (1849–2011) | Liczba ludności gminy Olhão (1849–2011) | Liczba ludności gminy Olhão (1849–2011) | Liczba ludności gminy Olhão (1849–2011) | Liczba ludności gminy Olhão (1849–2011) | Liczba ludności gminy Olhão (1849–2011) | Liczba ludności gminy Olhão (1849–2011) | Liczba ludności gminy Olhão (1849–2011) | Liczba ludności gminy Olhão (1849–2011) |
| --------------------------------------- | --------------------------------------- | --------------------------------------- | --------------------------------------- | --------------------------------------- | --------------------------------------- | --------------------------------------- | --------------------------------------- | --------------------------------------- | --------------------------------------- |
| 1849                                    | 1900                                    | 1930                                    | 1960                                    | 1981                                    | 1991                                    | 2001                                    | 2004                                    | 2011                                    |                                         |
| 11 934                                  | 24 276                                  | 27 664                                  | 30 871                                  | 34 573                                  | 36 812                                  | 40 808                                  | 42 272                                  | 45 396                                  |                                         |

## Sołectwa
Sołectwa gminy Olhão da Restauração (ludność wg stanu na 2011 r.):
- Fuseta - 1918 osób
- Moncarapacho - 7717 osób
- Olhão - 14 914 osób
- Pechão - 3601 osób
- Quelfes - 17 246 osób